# Kurt Overhoff

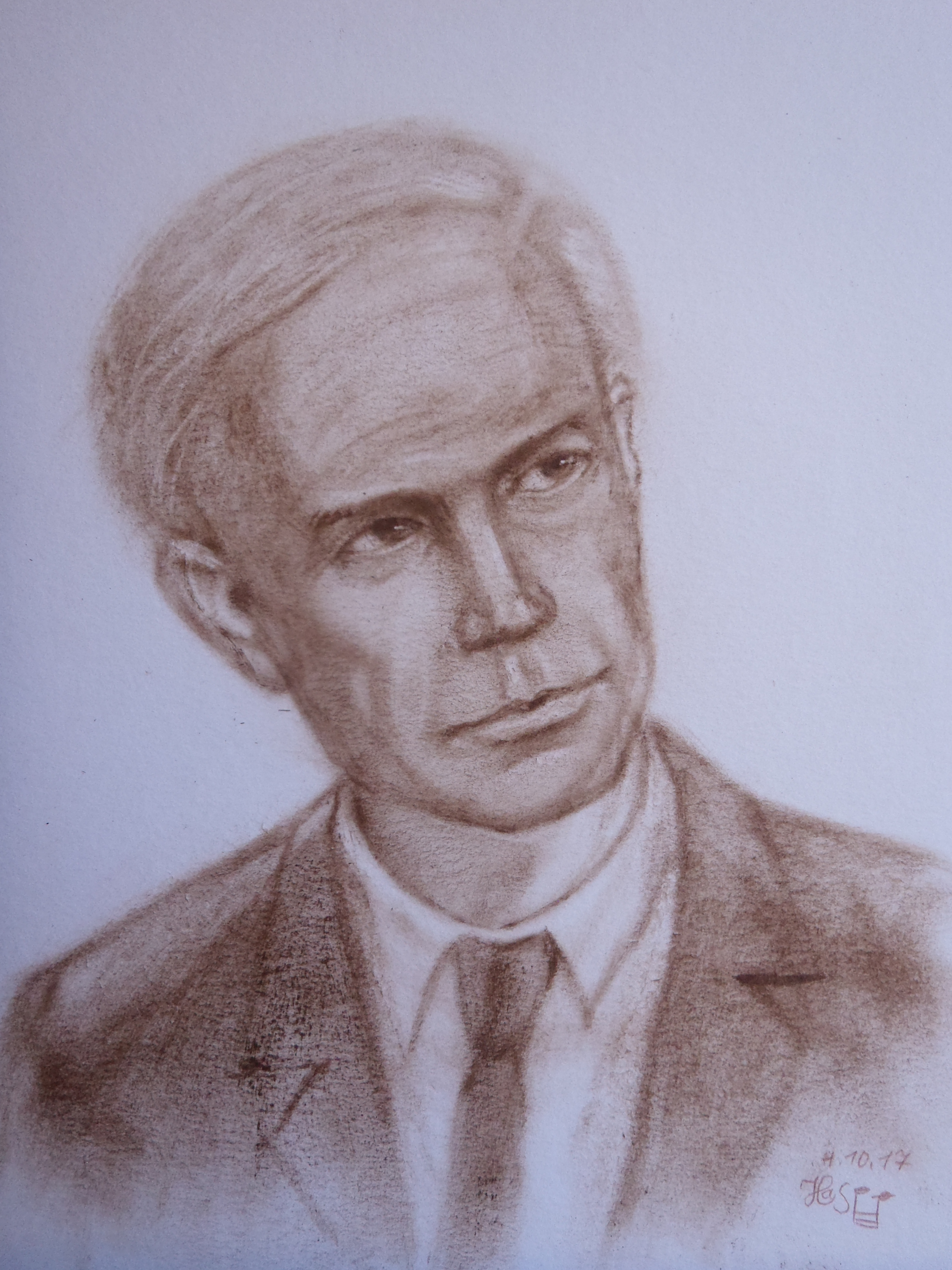
Kurt Overhoff

Kurt Overhoff (* 20. Oktober 1902 in Wien; † 16. November 1986 in Salzburg) war ein österreichischer Dirigent, Komponist und Musikpädagoge.

## Leben
Kurt Overhoff war in den Jahren 1928/29 Assistent von Wilhelm Furtwängler. Von 1932 bis 1940 war er Generalmusikdirektor in Heidelberg. Zum 1. Mai 1933 trat er der NSDAP bei (Mitgliedsnummer 3.143.348). Er hatte enge Kontakte zu den Nachkommen Richard Wagners, so war er ab 1940 für die musikalische Erziehung von Wieland Wagner verantwortlich. In den Jahren 1947 bis 1950 war er am Aufbau des Bayreuther Symphonieorchesters beteiligt.
Nach einem längeren Aufenthalt in den Vereinigten Staaten war er von 1962 bis 1973 Professor am Mozarteum in Salzburg.

## Werke
- Mira, 1925 (Oper)
- Bayreuther Bilderbogen, 1962 (Suite in fünf Sätzen, vom Overhoff selbst mit dem Nürnberger Symphonikern für Colosseum auf Platte eingespielt)
- Konzert für Violin und Orchester, 1964, Erstaufführung: 1964, Salzburg, Mozarteum-Orchester

### Schriften
- Die Musikdramen R. Wagners, 1967
- Die Elektra-Partitur von R. Strauss, 1978